# Jardim de Piranhas
Jardim de Piranhas es un municipio brasileño, situado en el estado de Rio Grande do Norte, localizado en la región del Seridó, en la microrregión del Seridó Occidental, mesorregión Central Potiguar a aproximadamente 31 km de la ciudad de Caicó, limitando con Paraíba. De acuerdo con el censo realizado por el IBGE (Instituto Brasileño de Geografía y Estadística) en el año 2008, su población era de 14.139 habitantes. Área territorial de 331 km². El Río Piranhas entra en Rio Grande do Norte por este municipio.
Fue instalado en 1948, siendo la sede de la Prefectura el Palacio Amaro Cavalcanti, nombre dado en homenaje al mayor jurista de su época.